# From the Fires
Albums de Greta Van Fleet
Black Smoke Rising
(2017) Anthem of the Peaceful Army
(2018)
Singles
1. Highway Tune
Sortie : 31 mars 2017
2. Safari Song
Sortie : 15 octobre 2017

From the Fires est un double extended play du groupe de rock américain Greta Van Fleet, sorti en 2017, sous le label Republic.
Il remporte le Grammy Award du meilleur album rock lors de la 61e cérémonie des Grammy Awards en février 2019.

## Liste des chansons
1. Safari Song (3:56)
2. Edge of Darkness (4:28)
3. Flower Power (5:13)
4. A Change Is Gonna Come (3:17)
5. Highway Tune (3:01)
6. Meet on the Ledge (en) (3:50)
7. Talk on the Street (4:09)
8. Black Smoke Rising (4:21)

## Certifications
| Pays              | Certification | Unités certifiées |
| ----------------- | ------------- | ----------------- |
| États-Unis (RIAA) | Or            | 500 000           |
| Pologne (ZPAV)    | Or            | 10 000            |